# Victor von Röll

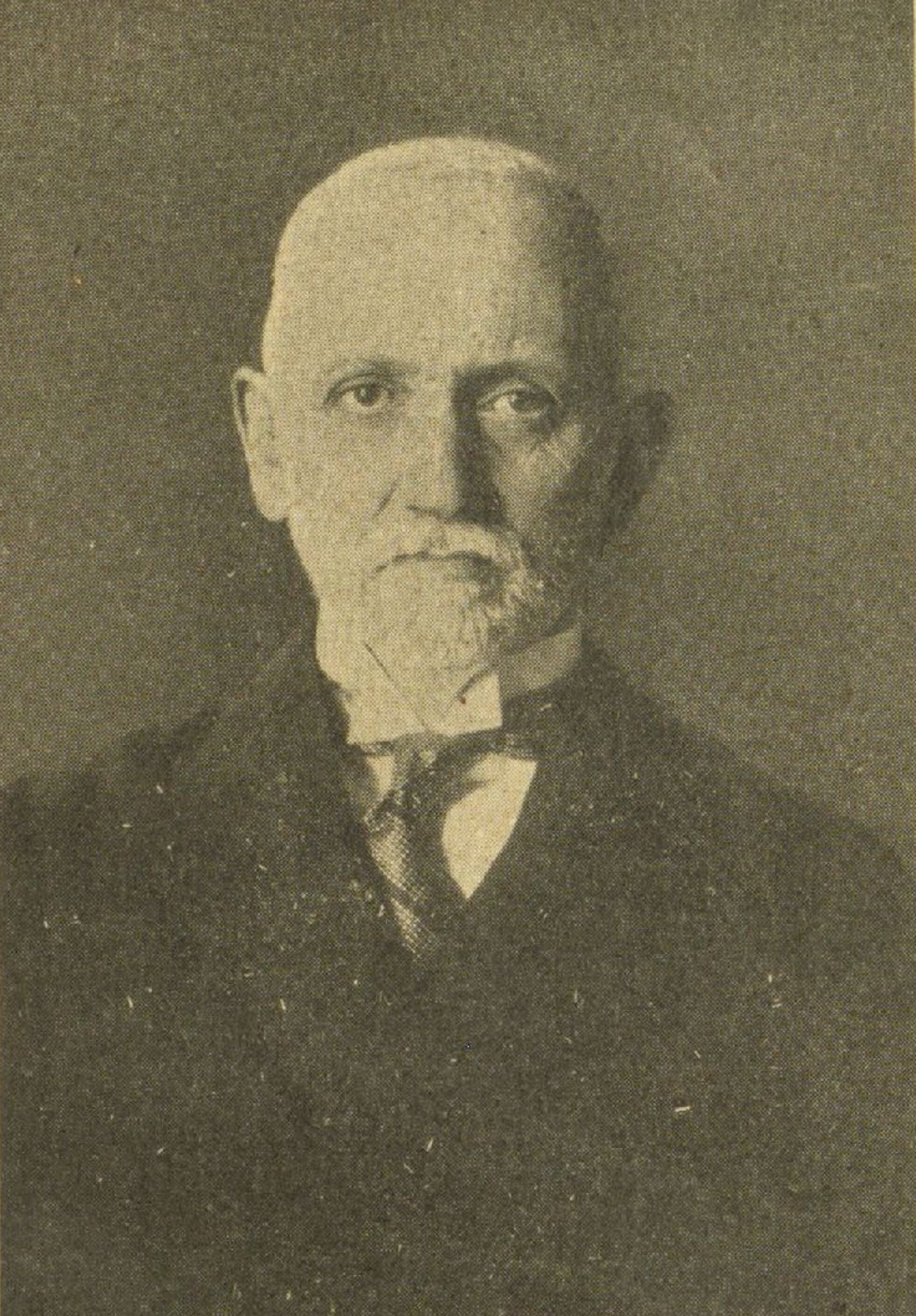
Victor von Röll

Victor Freiherr von Röll (* 22. Mai 1852 in Czernowitz; † 12. Oktober 1922 in Wien) war ein österreichischer Jurist und Beamter im k.k. Eisenbahnministerium sowie Herausgeber der 10-bändigen Enzyklopädie des Eisenbahnwesens (1912–1923).

## Leben
Victor von Röll wurde in Czernowitz im Kronland Bukowina geboren. Seine Eltern waren Albertine Röll und der Landesbauamtsvorstand Anton Röll. Nach dem Besuch des Schottengymnasiums in Wien studierte er Rechtswissenschaft an der Universität Wien, wo er zum Doktor juris promovierte. Die nächsten zwei Jahre war er als Rechtspraktikant bei verschiedenen Wiener Behörden beschäftigt und gab daneben Vorlesungen über Handelsrecht und Wechselrecht an der Handelshochschule Wien. Am 22. Mai 1875 heiratete Victor Röll und wurde später Vater von fünf Kindern.
Im Jahr 1876 wechselte Röll zur Kaiserin-Elisabeth-Bahn (1884 verstaatlicht), wo er in der Rechtsabteilung arbeitete. In den folgenden Jahren war er an der Verstaatlichung von Privatbahnen und an Reformen im Transport- und Verkehrswesen beteiligt. Er kam im Verein Deutscher Eisenbahnverwaltungen (VDEV), dem auch österreichische Bahnverwaltungen wie die k.k. Staatsbahnen angehörten, bald in leitende Position. 1886 initiierte Röll als Staatsbahnbeamter im k. k. Handelsministerium die Gründung des Historischen Museums der österreichischen Staatseisenbahnen (heute Österreichisches Eisenbahnmuseum), das er bis 1890 leitete. 1893 war er in Bern am Abschluss des Berner Übereinkommens über den Eisenbahnfrachtverkehr beteiligt.
Ab Jänner 1890 war Röll in der k. k. General-Direction der österreichischen Staatsbahnen (welche noch dem k.k. Handelsministerium unterstand) angestellt; im Jahr 1893 wurde er Vorstand im Bureau 4f, der „Fachabteilung für Transport- u. Reclamationsdienst“. 1896 wechselte er in das neu geschaffene, nun eigenständige k.k. Eisenbahnministerium.
Im dritten Kabinett des Ministerpräsidenten Paul Gautsch von Frankenthurn war Röll vom 28. Juni bis zur, von Gautsch am 3. November 1911 beim Kaiser erbetenen, Enthebung des Gesamtministeriums (d. h. der ganzen Regierung) der interimistische Leiter des k. k. Eisenbahnministeriums. Im publizierten Enthebungsschreiben des Kaisers an Gautsch (da Röll nur in leitender Position war, wurde an ihn kein persönliches Schreiben gerichtet, wie an die amtsverantwortlichen Minister) wurde Röll taxfrei der erbliche Freiherrnstand verliehen. 1912 erhielt Victor von Röll bei seinem Ausscheiden aus dem Staatsdienst als Beamter das Komturkreuz des Leopold-Ordens. Nach seiner Pensionierung war er Mitglied und auch Vorsitzender des Verwaltungsrates verschiedener Eisenbahngesellschaften und anderer Unternehmen.

## Enzyklopädie des Eisenbahnwesens

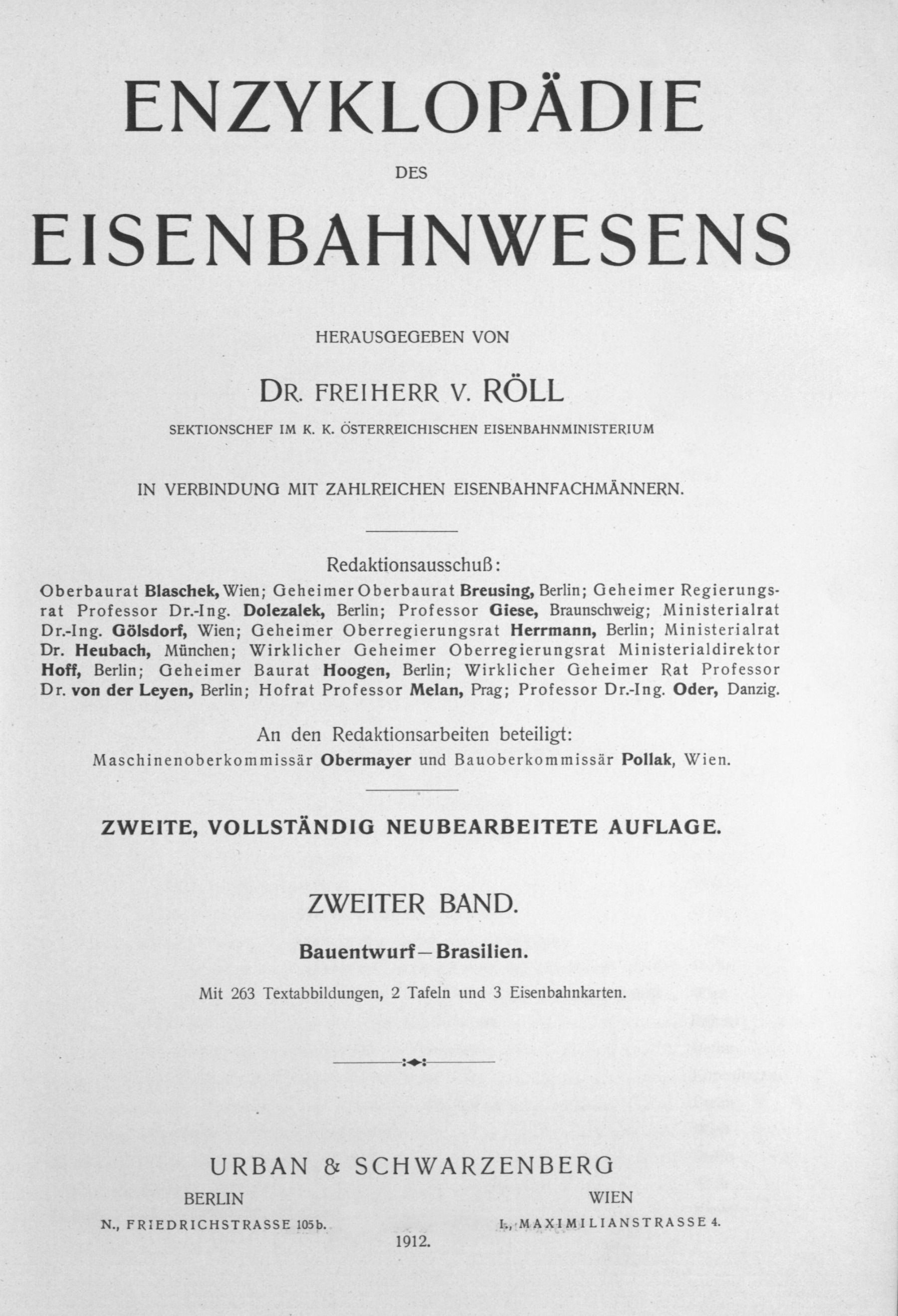
Innentitel des zweiten Bandes der zweiten Auflage (1912)

Eng mit seinem Namen verbunden ist die Enzyklopädie des Eisenbahnwesens. In diesem von ihm als Herausgeber betreuten Werk wird ein umfassender Überblick über alle Bereiche des Eisenbahnwesens der damaligen Zeit gegeben. Es geht auf die Gründung und Finanzierung von Eisenbahnen, den Bau, die Signal- und Sicherungsanlagen, die Betriebsanlagen, das Eisenbahnrecht und die Geschichte und Geografie der Eisenbahn weltweit ein. Auch bietet es Biografien zu mit dem Eisenbahnwesen verbundenen Personen.
Röll war Mitarbeiter von Zeitungen und wissenschaftlichen Zeitschriften und Herausgeber einer Sammlung eisenbahnrechtlicher Entscheidungen. Er hatte schon frühzeitig die Idee, das gesammelte Wissen im Bereich der Eisenbahn in Form einer Enzyklopädie herauszugeben. 1885 trat Röll mit seiner Idee an den Eisenbahnpionier Edmund Heusinger von Waldegg heran. Dieser starb jedoch im Folgejahr und auch eine Vereinbarung mit einer Verlagsbuchhandlung konnte nicht zum Abschluss gebracht werden. Schließlich gelang es Röll, in den Jahren 1890 bis 1895 die siebenbändige „Encyklopädie des gesamten Eisenbahnwesens in alphabetischer Anordnung“ bei der Wiener Verlagsbuchhandlung Carl Gerold’s Sohn herauszugeben, die schon bald zu einem Standardwerk des Eisenbahnwesens wurde. Im September 1908 begann er Vorbereitungen für eine zweite Auflage der Enzyklopädie. Dieses Vorhaben wurde durch die Verlagsbuchhandlung Urban & Schwarzenberg, Berlin und Wien, unterstützt, die zwischenzeitlich die Rechte an der Enzyklopädie erworben hatte. 1912 begann die Herausgabe der zweiten Auflage des Werkes. Ursprünglich waren acht Bände zu je 10 Lieferungen geplant. Jede Lieferung sollte ursprünglich 1,60 Mark kosten, ein gebundener Band 18,50 Mark. Es zeigte sich aber, dass die Ergänzungen derart groß waren, dass der Umfang auf zehn Bände erweitert werden musste. Auf Grund des Ersten Weltkriegs konnte das Werk mit dem zehnten Band erst 1923 abgeschlossen werden. Victor Freiherr von Röll verstarb vor der Vollendung seines Lebenswerkes. Er wurde am Hietzinger Friedhof bestattet.

## Schriften

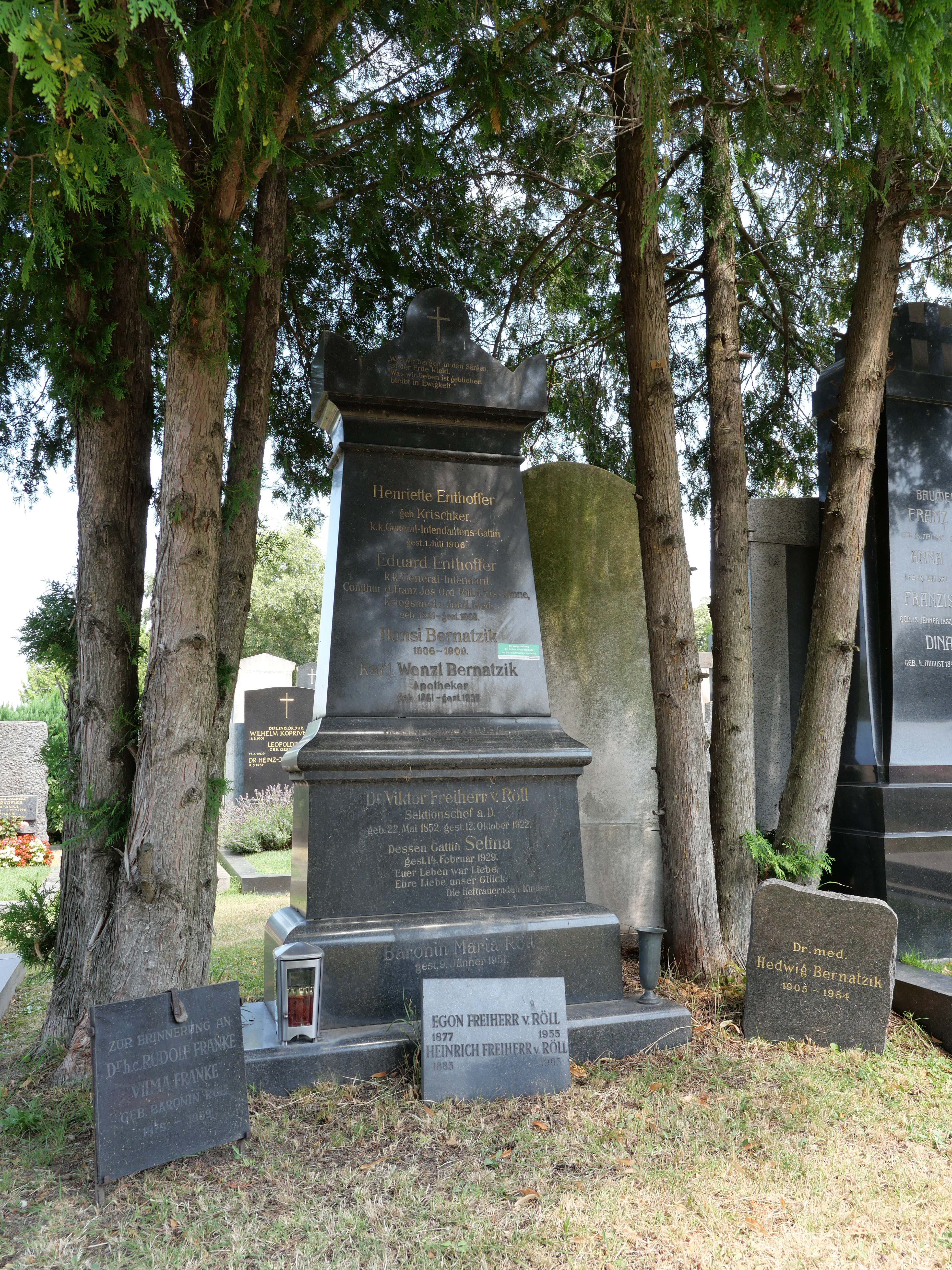
Grab der Familie Röll auf dem Hietzinger Friedhof (2023)

- Encyklopädie des gesamten Eisenbahnwesens in alphabetischer Anordnung, 1890–1895 in 7 Bänden, Verlagsbuchhandlung Carl Gerold’s Sohn, Wien.  Digitalisat Digitalisat
- Enzyklopädie des Eisenbahnwesens. Zweite, vollständig neu bearbeitete Auflage 1912–1923 in 10 Bänden, Urban & Schwarzenberg Verlag, Berlin/Wien. 2. Aufl. 1912–1923.

- 1987 Reprint im Archiv-Verlag.

Digitalisierte Ausgaben:
- Zeno.org
- Technische Universität Darmstadt
- Internet Archive